# Scopula punctatissima
Scopula punctatissima là một loài bướm đêm trong họ Geometridae.